# HMS Emperor of India
HMS Emperor of India – brytyjski pancernik typu Iron Duke. Miał nosić nazwę „Delhi”, ale został przemianowany miesiąc przed wodowaniem.
Stępkę okrętu położono 31 maja 1912 w Barrow-in-Furness przez Vickersa. Został zwodowany 27 listopada 1913. Do służby wszedł 10 listopada 1914.
„Emperor of India” dołączył do 1 Eskadry Bojowej (ang. 1st Battle Squadron) Grand Fleet i bazował w Scapa Flow. Później został przydzielony do 4 Eskadry Bojowej jako okręt flagowy kontradmirała A. L. Duffa. Król Jerzy V odwiedził okręt podczas inspekcji bazy w Scapa Flow w lipcu 1915.
W czasie, gdy były toczona bitwa jutlandzka w 1916, okręt stał w stoczni. W tym czasie był zastępowany w roli okrętu flagowego admirała Duffa przez HMS „Superb”. W 1917 „Emperor of India” zastąpił swój siostrzany okręt „Marlborough” w roli drugiego okrętu flagowego (ang. Second Flagship) 1 Eskadry Bojowej.
„Emperor of India” był obecny przy poddaniu się niemieckiej Hochseeflotte w listopadzie 1918. Okręt przetrwał cięcia, jakie Royal Navy wprowadziła po I wojnie światowej i został przydzielony w 1919 do Floty Śródziemnomorskiej.
Jednostkę wycofano ze służby w 1929 i zatopiono jako okręt-cel 1 września 1931. Następnie został podniesiony z dna i sprzedany na złom 6 lutego 1932.